# Le Cirque maudit
Pour plus de détails, voir Fiche technique et Distribution.
Le Cirque maudit (The Sideshow) est un film américain dramatique muet de 1928 réalisé par Erle C. Kenton, avec Marie Prevost, Ralph Graves et Alan Roscoe.

## Synopsis
Un cirque nommé Melrose est menacé d'actes de sabotage organisés par une compagnie rivale nommée Platt and Russel. Un dénommé Gandhi se fait engager par P.W. Melrose, le directeur, pour un numéro de fakir. Queenie Parker, une trapéziste sans travail, est embauchée pour jouer son assistante. Rapidement, une série d'accidents graves s'abat sur la troupe et l'on cherche un responsable,.

## Fiche technique
- Titre original : The Sideshow
- Réalisation : Erle C. Kenton
- Scénario : Howard J. Green
- Production : Columbia Pictures
- Photographie :Joseph Walker
- Durée : 70 minutes
- Date de sortie : 11 décembre 1928

## Distribution
- Marie Prevost : Queenie Parker
- Ralph Graves : Gentleman Ted Rogers
- Little Billy Rhodes : PW Melrose
- Alan Roscoe : Ghandi
- Pat Harmon : Bowen, le patron de la toile
- RE 'Tex' Madsen : Tall Man
- Martha McGruger : Fat Lady
- Steve Clemente : lanceur de couteaux
- Janet Ford : aide du lanceur de couteaux
- Paul Desmuke : homme sans bras
- Bert Price : homme tatoué
- Chester Morton : Thin Man
- Jacques Ray : Fire Eater
- Schlitzie